# 14446 Kinkowan
14446 Kinkowan (1992 UP6) là một tiểu hành tinh vành đai chính được phát hiện ngày 31 tháng 10 năm 1992 bởi M. Mukai và M. Takeishi ở JCPM Kagoshima Station.